# Dekanija Radovljica
Dekanija Radovljica rimskokatoliška dekanija Nadškofije Ljubljana. Dekanijo sestavlja 23 župnij. Dekan Dekanije Radovljica je radovljiški župnik Andrej Župan, prodekan pa kranjskogorski župnik Janez Šimenc.

## Župnije
1. Župnija Begunje na Gorenjskem
2. Župnija Bled
3. Župnija Bohinjska Bela
4. Župnija Bohinjska Bistrica
5. Župnija Breznica
6. Župnija Dovje
7. Župnija Gorje
8. Župnija Jesenice
9. Župnija Kamna Gorica
10. Župnija Koprivnik v Bohinju
11. Župnija Koroška Bela
12. Župnija Kranjska Gora
13. Župnija Kropa
14. Župnija Lesce
15. Župnija Ljubno
16. Župnija Mošnje
17. Župnija Ovsiše
18. Župnija Radovljica
19. Župnija Rateče - Planica
20. Župnija Ribno
21. Župnija Srednja vas v Bohinju
22. Župnija Sv. Križ nad Jesenicami
23. Župnija Zasip

## Nekdanje župnije
1. Župnija Dobrava